# Bengalia lampunta
Bengalia lampunta är en tvåvingeart som beskrevs av Andy Z. Lehrer 2005. Bengalia lampunta ingår i släktet Bengalia och familjen spyflugor.
Artens utbredningsområde är Thailand. Inga underarter finns listade i Catalogue of Life.